# Панкотто
Панкотто (итал. pancotto ) — густой суп, приготовленный из кусочков чёрствого хлеба, сваренных в бульоне или воде и приправленных специями.
Это блюдо, которое напоминает о бережливом и скромном менталитете крестьян, стремившихся не потратить впустую ни крошки хлеба, присутствует во всех регионах Италии с бесконечными вариациями в зависимости от типа хлеба, используемой жидкости и процесса приготовления. Как следствие, его называют по-разному, например: ломбардская панада, лигурийская панчеуто, сардинская пане котту.
В прошлом, особенно в Ломбардии и Тоскане, его использовали для стимулирования лактации и подавали выздоравливающим.

## Панкотто в Италии
Тосканское панкотто включает в себя софрито из основных трав и овощей, таких как помидоры, их смачивают жидкостью, водой или бульоном и готовят в течение 10 минут, а затем добавляют хлеб.
Панкотто из Лацио и Калабрии требует, чтобы все ингредиенты, основные овощи (помидоры) и травы (базилик, чеснок, сыр пекорино, специи), хлеб, бульон или вода готовились вместе с самого начала в течение примерно тридцати минут.
Панкотто из Калабрии также включает в себя добавление острого перца.
Панкотто из Апулии предусматривает, чтобы основные овощи (помидоры, картофель, кабачки, ботва репы) варились в жидкости, к которой затем добавлялся хлеб, а травы обжаривались отдельно и добавлялись к остальным только во время подачи.
Ломбардское панкотто требует замачивания хлеба в бульоне, а после замачивания его готовят с жиром и ароматными овощами до кипения.
Панкотто из Торремаджоре (город на низменности Таволиере в провинции Фоджа) готовят по местным традициям; такие овощи, как мангольд, репа, капуста, картофель и кабачки отвариваются с добавлением зубчиков чеснока, после варки добавляется чёрствый хлеб. В конце варки всё сливают и подают с сырым маслом. Это типичный местный рецепт.
Пане котто — традиционный рецепт луканской кухни. Луканское панкотто включает в себя добавление ботвы репы и перца круско (сушеный перец со сладким вкусом), но есть также версии с яйцом, свининой и сыром.